# Catfish and the Bottlemen
 (février 2021).
La mise en forme du texte ne suit pas les recommandations de Wikipédia : il faut le « wikifier ».
Les points d'amélioration suivants sont les cas les plus fréquents :
- Les titres sont pré-formatés par le logiciel. Ils ne sont ni en capitales, ni en gras.
- Le texte ne doit pas être écrit en capitales (les noms de famille non plus), ni en gras, ni en italique, ni en « petit »…
- Le gras n'est utilisé que pour surligner le titre de l'article dans l'introduction, une seule fois.
- L'italique est rarement utilisé : mots en langue étrangère, titres d'œuvres, noms de bateaux, etc.
- Les citations ne sont pas en italique mais en corps de texte normal. Elles sont entourées par des guillemets français : « et ».
- Les listes à puces sont à éviter, des paragraphes rédigés étant largement préférés. Les tableaux sont à réserver à la présentation de données structurées (résultats, etc.).
- Les appels de note de bas de page (petits chiffres en exposant, introduits par l'outil «  Source ») sont à placer entre la fin de phrase et le point final[comme ça].
- Les liens internes (vers d'autres articles de Wikipédia) sont à choisir avec parcimonie. Créez des liens vers des articles approfondissant le sujet. Les termes génériques sans rapport avec le sujet sont à éviter, ainsi que les répétitions de liens vers un même terme.
- Les liens externes sont à placer uniquement dans une section « Liens externes », à la fin de l'article. Ces liens sont à choisir avec parcimonie suivant les règles définies. Si un lien sert de source à l'article, son insertion dans le texte est à faire par les notes de bas de page.
- La présentation des références doit suivre les conventions bibliographiques. Il est recommandé d'utiliser les modèles {{Ouvrage}}, {{Chapitre}}, {{Article}}, {{Lien web}} et/ou {{Bibliographie}}. Le mode d'édition visuel peut mettre en forme automatiquement les références.
- Insérer une infobox (cadre d'informations à droite) n'est pas obligatoire pour parachever la mise en page.

Pour une aide détaillée, merci de consulter Aide:Wikification.
Si vous pensez que ces points ont été résolus, vous pouvez retirer ce bandeau et améliorer la mise en forme d'un autre article.
Catfish and the Bottlemen est un groupe de rock indépendant gallois ,,,,,, formé à Llandudno, au nord du Pays de Galles, en 2007. Leur premier album, The Balcony, a atteint le numéro 10 dans le UK Albums Chart et est devenu disque de Platine le 30 décembre 2016. Le groupe a fait des tournées en Amérique du Sud, au Japon, au Royaume-Uni, en Europe, en Amérique du Nord et en Australie et a participé à un certain nombre de festivals, notamment Lollapalooza, Glastonbury, Latitude, Falls Festival, Community Festival, Reading et Leeds, T in the Park, Governors Ball, All Points East, Bonnaroo, Splendor in the Grass et Trnsmt Festival. Ils ont remporté le Brit Award de la meilleure révélation britannique de l'année le 24 février 2016. Le 27 mai 2016, ils ont sorti leur deuxième album, The Ride, qui a atteint le numéro 1 du UK Albums Chart et s'est vendu à 100 000 exemplaires au Royaume-Uni depuis sa sortie. Le 26 avril 2019, ils ont sorti leur troisième album, The Balance, qui a atteint le numéro 2 du UK Albums Chart.

## Histoire

### 2007 – 2013: Formation et débuts
Catfish and the Bottlemen, anciennement connu sous le nom de "The Prestige",, a été formé en mai 2007, quand Ryan Evan "Van" McCann et William Bibby (Billy Bibby) ont commencé à jouer de la guitare ensemble à la maison des parents de Bibby, une chambre d'hôtes à Llandudno, au Pays de Galles. Les parents de McCann tenaient également une chambre d'hôtes  et Van était un ami du petit frère de William, Stephen, et c'est ainsi que McCann et Bibby se sont rencontrés. McCann et Bibby ont été rejoints par Benji Blakeway à la basse en tant que troisième membre fondateur du groupe. Peu après, Jon Barr, un camarade de classe, les a rejoints à la batterie. Bibby, qui jouait de la guitare depuis l'âge de 10 ans, a appris à jouer à McCann et à Blakeway.
Ils se sont fait connaître en faisant la première partie de groupes d'amis, tels que The Shallow Call, et en jouant dans des parkings après des concerts d'autres artistes, y compris des groupes tels que Kasabian . Steve Lamacq a diffusé pour la première fois une démo du groupe sur la BBC Radio 6 Music en mars 2009,. En 2009, Catfish a été finaliste de la «bataille des groupes du nord du Pays de Galles» après avoir été battu au poste par un autre groupe local, The Fides, qui a ensuite fait la fermeture du festival de Conwy River.
Le batteur Jon Barr a été remplacé par Robert "Bob" Hall en 2010. Hall a été présenté au groupe par le producteur gallois Russ Hayes, qui travaillait avec le groupe à l'époque,.
McCann a rencontré le futur membre du groupe Johnny Bond au festival Ravenstonedale en 2011, lorsque ce dernier était membre du groupe Symphonic Pictures. Bond a ensuite rejoint le groupe en 2014.
Le groupe tire son nom du premier souvenir musical d'enfance de McCann: celui d'un musicien australien ambulant à Sydney, qui jouait avec des bouteilles de bière attachées à un fil et qui s'appelait Catfish the Bottleman . Il a été appelé "Catfish" à cause d'une barbe atypique qu'il avait quand il a commencé à jouer en 2000,. McCann a retrouvé Catfish the Bottleman en janvier 2015 dans les studios de la radio Triple J à Sydney .

### 2013 – 2016:The Balcony
Le groupe a signé chez Communion Music  en 2013, et a sorti ses trois premiers singles " Homesick ", " Rango " et " Pacifier " la même année. En 2014, le groupe a signé chez Island Records et le 17 mars, ils ont sorti le single " Kathleen ", produit par Jim Abbiss (Arctic Monkeys, Kasabian, Adele). Tous les singles ont été initialement diffusés et ajoutés à la playlist de la BBC Radio 1 par Zane Lowe. "Kathleen" s'est classée numéro un des titres les plus populaires de MTV en avril 2014.
À l'été 2014, Catfish and the Bottlemen a joué dans une multitude de festivals au Royaume-Uni et en Europe, y compris Reading et Leeds,, Latitude, Kendal Calling, Y Not Festival, Strawberry Fields Festival, T in the Park, Pinkpop, Bingley Music Live et Ibiza Rocks. Ils ont également joué au Governors Ball de New York. Le 19 juin 2014, le groupe a annoncé la sortie de son premier album studio The Balcony.
Le guitariste et fondateur Billy Bibby a, sans prévenir soudainement, quitté le groupe à l'été 2014. et a été remplacé par Johnny "Bondy" Bond. Le 25 juillet 2014, le groupe a annulé trois de ses venues à des festivals en raison de « circonstances personnelles imprévues »,. Le 13 août 2014, le groupe a posté sur Facebook: « Certains d'entre vous auront remarqué que nous avons joué avec un guitariste différent le week-end dernier. Malheureusement, en raison de certaines circonstances personnelles, Billy ne sera pas en tournée avec le groupe dans un avenir prévisible. » 
Interrogé sur le fait qu'il ait quitté le groupe, Bibby a commenté: « Pour être honnête, après Catfish, je n'avais aucun projet. Je ne savais pas ce que j'allais faire. J'ai juste commencé à écrire des chansons et ça a décollé de là... » et « Je suis fier de ce que j'ai fait avec Catfish et de ce que j'ai réalisé et de tout ce qui va avec, mais maintenant, je me tourne juste vers l'avenir avec mon groupe et c'est tout ce sur quoi je me concentre. » À l'automne 2015, il fonde un nouveau groupe, Billy Bibby & The Wry Smiles.
The Balcony est sorti le 15 septembre 2014. Peu de temps après, le groupe a également annoncé une tournée au Royaume-Uni. L'album est classé numéro 10 sur le UK Albums Chart au cours de la semaine se terminant le 27 septembre 2014. Il a été certifié disque d'Argent au Royaume-Uni le 9 janvier 2015, a été certifié disque d'Or le 20 mars 2015 et a atteint le statut de disque de Platine le 30 décembre 2016.
Ils ont remporté le BBC Introducing Award lors des premiers BBC Music Awards en décembre 2014 et ont interprété "Kathleen".
The Balcony est sorti aux États-Unis le 6 janvier 2015. Le lendemain, le groupe a joué au Late Show avec David Letterman .
Dans une interview avec WOW247, McCann a déclaré que le groupe avait « déjà écrit trois albums ». Il a continué à dire que « je suis plus excité pour le deuxième album que pour le premier, car la charge de travail est derrière nous maintenant ».
Aux Brit Awards 2016, le groupe a gagné dans la catégorie de la révélation britannique de l'année. Ils ont fait la une de Liverpool Sound City en mai 2016, leur première une lors d'un festival.

### 2016 – 2018:The Ride

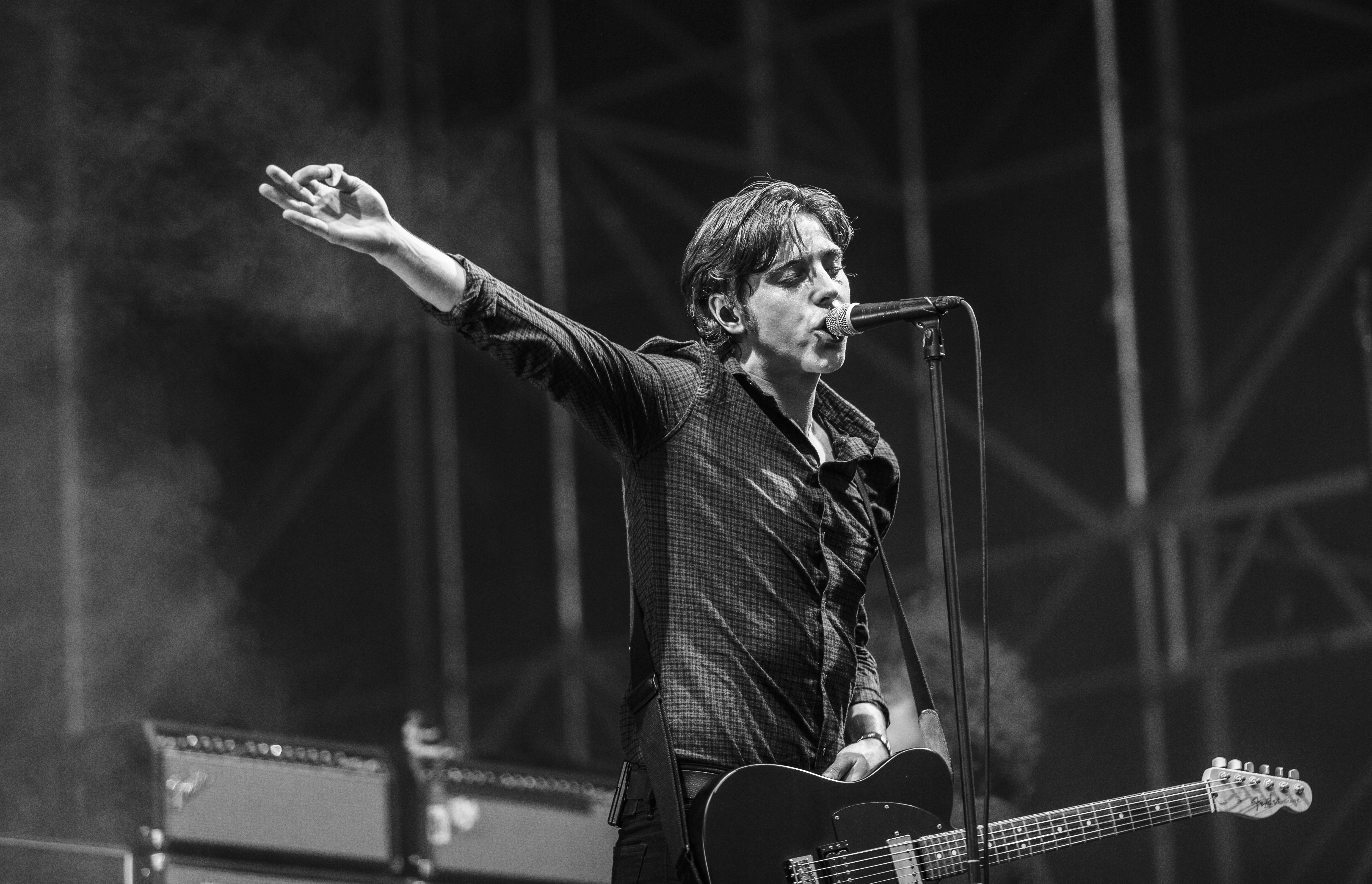
Van McCann au Festival International de Benicàssim en 2016

Le 23 mars 2016, le groupe a annoncé sur Twitter et Instagram que son deuxième album studio s'intitulerait The Ride. Il est sorti le 27 mai 2016. Le 3 juin 2016, The Ride se hisse à la première place du UK Albums Chart avec 38 000 ventes. Le 8 juillet 2016, Catfish and the Bottlemen a joué son plus grand concert à ce jour, en tête d'affiche, au Castlefield Bowl de Manchester, au Royaume-Uni, avec Vant, Broken Hands et Little Comets. Le 1er juillet 2017, ils ont fait l'ouverture du premier Community Festival à Finsbury Park à Londres.

### 2019 – aujourd'hui:The Balance
Le 8 janvier 2019, le groupe a sorti un nouveau single intitulé " Longshot ", qui est le premier single de leur troisième album studio, The Balance. L'album, ainsi que les illustrations et la liste des titres, a été officiellement annoncé le 25 janvier 2019. "Fluctuate", le deuxième single de l'album, est sorti le 13 février 2019. "2all", le troisième single de l'album, est sorti le 19 mars 2019. "Conversation", le quatrième et dernier single de l'album, est sorti le 18 avril 2019. L'album est sorti le 26 avril 2019. Le 16 juillet 2019, un clip vidéo pour "Conversation" a été publié, après la sortie d'un filtre Snapchat, qui présentait des visuels du clip vidéo.

## Style musical
Pour la revue de The Balcony, Scott Kerr d'AllMusic a comparé les sonorités du groupe à celles de Johnny Marr, The Cribs, Feeder et Mystery Jets. Selon Ben Homewood de NME, le style vocal de McCann est similaire à celui de Luke Pritchard, le chanteur des Kooks. En ce qui concerne l'approche musicale de The Ride, McCann a déclaré: «J'ai l'impression que tout le monde a voulu sortir des clous en essayant d'être original et différent. Nous voulions rester dans les clous. » 

## Vie privée
Ryan Evan "Van" McCann est né en Australie,. Van McCann, Benji Blakeway, Bob Hall et l'ancien membre Billy Bibby ont grandi à Llandudno, au nord du Pays de Galles.
Blakeway est originaire de Chester, en Angleterre. Hall est originaire de Sheffield, en Angleterre. Bibby est originaire du Lancashire, en Angleterre. Ils ont tous déménagé à Llandudno lorsqu'ils étaient des « enfants âgés de 2 ou 3 ans ».
McCann et Blakeway, avec l'ancien membre Bibby, sont allés au collège Ysgol John Bright à Llandudno. Le batteur Bob Hall a fréquenté le pensionnat Rydal Penrhos à Colwyn Bay,.
Johnny Bond est originaire de Newcastle upon Tyne, en Angleterre.
McCann est surnommé Van en référence à Van Morrison.

## Tournées
- The Balcony (en) Tour (2014–15)
- The Ride Tour [48] (2016–17)
- Revolution Radio Tour (2017), opening act for Green Day
- The Balance Tour (2019-)

## Discographie

### Albums studio
| Titre       | Détails                                                                                               | Meilleur classement | Meilleur classement | Meilleur classement | Meilleur classement | Meilleur classement | Meilleur classement | Meilleur classement | Meilleur classement | Meilleur classement     | Meilleur classement | Certification   |
| Titre       | Détails                                                                                               | Royaume-Uni         | Australie           | Belgique            | Irlande             | Nouvelle-Zélande    | Écosse              | Suisse              | États-Unis          | États-Unis (Alternatif) | États-Unis (Rock)   | Certification   |
| ----------- | --- | ------------------- | ------------------- | ------------------- | ------------------- | ------------------- | ------------------- | ------------------- | ------------------- | ----------------------- | ------------------- | --------------- |
| The Balcony | - Sortie: 15 septembre 2014 - Label: Island - Format: CD, LP, téléchargement numérique                | 10                  | 51                  | -                   | 78                  | -                   | 11                  | -                   | 121                 | 9                       | 13                  | - BPI : Platine |
| The Ride    | - Sortie: 27 mai 2016 - Label: Island, Capitol - Format: CD, LP, téléchargement numérique, cassette   | 1                   | 6                   | 145                 | 7                   | 33                  | 1                   | 99                  | 28                  | 2                       | 3                   | - BPI: Platine  |
| The Balance | - Sortie: 26 avril 2019 - Label: Island, Capitol - Format: CD, LP, téléchargement numérique, cassette | 2                   | 9                   | -                   | 13                  | -                   | 2                   | 73                  | 159                 | 16                      | 31                  | - BPI: Or       |

### EPs
| An   | Titre                        | Label     | Format                          |
| ---- | ---------------------------- | --------- | ------------------------------- |
| 2009 | Poetry &amp; Fuel            | Size      | - CD - téléchargement numérique |
| 2010 | Beautiful Decay              | Size      | - CD - téléchargement numérique |
| 2013 | Catfish and the Bottlemen    | Communion | - CD                            |
| 2014 | Kathleen And The Three Other | Communion | - CD - EP                       |

### Singles
| Titre                                                                                    | Année | Peak chart positions | Peak chart positions | Peak chart positions | Peak chart positions | Peak chart positions | Peak chart positions | Peak chart positions | Peak chart positions    | Peak chart positions   | Peak chart positions | Certifications            | Album       |
| Titre                                                                                    | Année | Royaume-Uni          | Royaume-Uni Indie    | Australie            | Belgique             | Canada<br>Rock       | Japon                | Mexique              | États-Unis (Alternatif) | États-Unis (Maistream) | États-Unis<br>(Rock) | Certifications            | Album       |
| ---------------------------------------------------------------------------------------- | ----- | -------------------- | -------------------- | -------------------- | -------------------- | -------------------- | -------------------- | -------------------- | ----------------------- | ---------------------- | -------------------- | ------------------------- | ----------- |
| "Homesick"                                                                               | 2013  | 182                  | —                    | —                    | —                    | —                    | —                    | —                    | —                       | —                      | —                    | - BPI: Argent             | The Balcony |
| "Rango"                                                                                  | 2013  | —                    | —                    | —                    | —                    | —                    | —                    | —                    | —                       | —                      | —                    |                           | The Balcony |
| "Kathleen"                                                                               | 2014  | 110                  | 11                   | —                    | —                    | —                    | 82                   | —                    | 17                      | —                      | 40                   | - BPI: Platine            | The Balcony |
| "Fallout"                                                                                | 2014  | —                    | —                    | —                    | 92                   | —                    | —                    | —                    | —                       | —                      | —                    | - BPI: Argent             | The Balcony |
| "Cocoon"                                                                                 | 2014  | 109                  | —                    | —                    | 128                  | —                    | —                    | —                    | 29                      | —                      | 50                   | - BPI: Or                 | The Balcony |
| "Pacifier"                                                                               | 2014  | —                    | —                    | —                    | —                    | —                    | —                    | 45                   | —                       | —                      | —                    |                           | The Balcony |
| "Hourglass"[réf. nécessaire]                                                             | 2015  | —                    | —                    | —                    | —                    | —                    | —                    | —                    | —                       | —                      | —                    | - BPI: Argent             | The Balcony |
| "Soundcheck"                                                                             | 2016  | 95                   | —                    | —                    | —                    | 23                   | —                    | 41                   | 11                      | 34                     | 32                   | - BPI: Argent             | The Ride    |
| "7"                                                                                      | 2016  | 81                   | —                    | 133                  | —                    | 46                   | —                    | —                    | 8                       | —                      | 32                   | - BPI: Platine - ARIA: Or | The Ride    |
| "Glasgow"[réf. nécessaire]                                                               | 2016  | 128                  | —                    | —                    | —                    | —                    | —                    | —                    | —                       | —                      | —                    |                           | The Ride    |
| "Twice"                                                                                  | 2016  | 87                   | —                    | —                    | —                    | —                    | —                    | —                    | 32                      | —                      | —                    | - BPI: Argent             | The Ride    |
| "Outside"[réf. nécessaire]                                                               | 2017  | —                    | —                    | —                    | —                    | —                    | —                    | —                    | —                       | —                      | —                    |                           | The Ride    |
| "Longshot"                                                                               | 2019  | 25                   | —                    | —                    | —                    | 11                   | —                    | —                    | 2                       | —                      | 16                   | - BPI: Argent             | The Balance |
| "Fluctuate"                                                                              | 2019  | 84                   | —                    | —                    | —                    | —                    | —                    | —                    | —                       | —                      | —                    |                           | The Balance |
| "2all"                                                                                   | 2019  | 57                   | —                    | —                    | —                    | 50                   | —                    | —                    | 7                       | —                      | 39                   |                           | The Balance |
| "Conversation"                                                                           | 2019  | 60                   | —                    | —                    | —                    | —                    | —                    | —                    | —                       | —                      | —                    |                           | The Balance |
| "—" marque un single qui n'a pas été classé ou qui n'a pas été publié sur ce territoire. |       |                      |                      |                      |                      |                      |                      |                      |                         |                        |                      |                           |             |

### Autres chansons classées
| Titre    | Année | Meilleur classement | Album       |
| Titre    | Année | Royaume-Uni         | Album       |
| -------- | ----- | ------------------- | ----------- |
| "Encore" | 2019  | 64                  | The Balance |

## Membres du groupe
| Membres actuels - Van McCann – chant, guitare rythmique, claviers (2007–présent) - Benji Blakeway – basse, chœurs (2007–présent) - Bob Hall – batterie, percussions (2010–présent) - Johnny Bond – guitare lead, chœurs (2014–présent) | Ex membres - Jon Barr – batterie, percussions (2007–2010) - Billy Bibby – guitare lead, chœurs (2007–2014) |